# Iglesia de la Paz de Jawor
La iglesia de la Paz de Jawor (en alemán: Friedenskirche) es una iglesia evangélica de Polonia con estructura de entramado de madera, situada en la ciudad de Jawor: Es un edificio construido en virtud de los acuerdos de Paz de Westfalia concluidos en 1648 y que pusieron fin a la Guerra de los Treinta Años.

## Historia
Se construyó entre 1654 y 1655 según un diseño de Albrecht von Säbisch, utilizando una construcción de entramado de madera. El edificio fue construido de materiales perecederos: madera, paja y arcilla. Cabe destacar los elementos barrocos del interior: altar, púlpito y pila bautismal. En los lados norte y sur hay cuatro pisos de matroneos cada uno, cuyos parapetos están decorados con pinturas que ilustran el Antiguo y el Nuevo Testamento, paisajes con castillos y escudos heráldicos. Todos los elementos estructurales están recubiertos de policromías con motivos de ornamentos vegetales rodados con fantasía. Este objeto se destaca en la historia del arte europeo de la segunda mitad del siglo XVII por su singularidad y alto valor artístico. Es una de las tres de las llamadas Iglesias de la Paz construidas tras la Guerra de los Treinta Años y una de las dos que se han conservado hasta hoy (la otra está en Świdnica).
Debido a su importancia para la cultura y el patrimonio de la humanidad, la iglesia fue inscrita en 2001 en la Lista del Patrimonio Mundial de UNESCO, parte de Iglesias de la Paz de Jawor y Świdnica, con la siguiente descripción:

Las iglesias de la Paz de Jawor y Swidnica son los edificios religiosos de entramado de madera más grandes de toda Europa. Fueron erigidas en la antigua Silesia a mediados del siglo XVII, en el periodo de conflictos religiosos subsiguiente a la Paz de Westfalia. Construidos en función de una serie de imperativos de índole material y política, estos dos templos luteranos constituyen un testimonio de la búsqueda de la libertad religiosa y presentan características arquitectónicas generalmente vinculadas a los edificios de culto católico, que muy raras veces se dan en las iglesias protestantes.
Sitio de la Unesco

## Conciertos de Paz de Jawor
Cada año, de mayo a septiembre, se organizan Conciertos de Paz en Jawor. Tienen lugar en los interiores históricos de la Iglesia de la Paz. La música de cámara interpretada por artistas de Polonia, la República Checa y Alemania, así como el lugar donde se celebran los conciertos crean una atmósfera especial y proporcionan una experiencia inolvidable. En total, ya se han celebrado 67 conciertos en la iglesia de Jawor, de los cuales 29 han sido interpretados por artistas del extranjero. Hasta ahora han actuado los siguientes artistas: Coro Poznańskie Słowiki bajo la dirección de. Stefan Stuligrosz, Windsbacher Knabenchor, Coro Gaudium de la Universidad de Wrocław, Orquesta de Cámara Leopoldinum, Orquesta Amadeus dirigida por Agnieszka Duczmal, Orquesta Sinfónica Filarmónica Sudecka, Spirituals Singers Band, Cuarteto Wilanów, Camerata Cracovia, Conjunto Folclórico Sierra Manta, Brandenburgischer Kammerchor, Ledl Jazz Quintet y muchos otros.

## Órganos
Instrumento de Adolph Lummert, posteriormente reconstruido dos veces por Schlag & Söhne en 1899 y entre los años 1905-1906. Posteriormente fue renovado en 1937. En el coro hay restos de la mesa de juego neumática de tres canales de Schlag. En la actualidad, el instrumento ha sido reconstruido a su estado de la época de Lummert. Los trabajos de reconstrucción fueron realizados por la empresa Eule de Bautzen y Ars organum de Adam Olejnik.

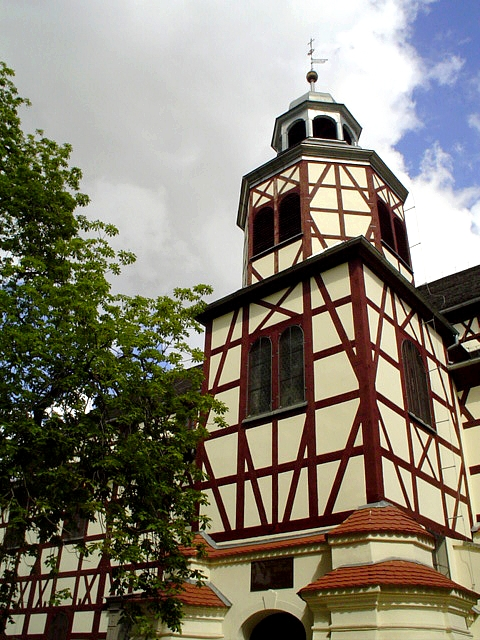
La torre
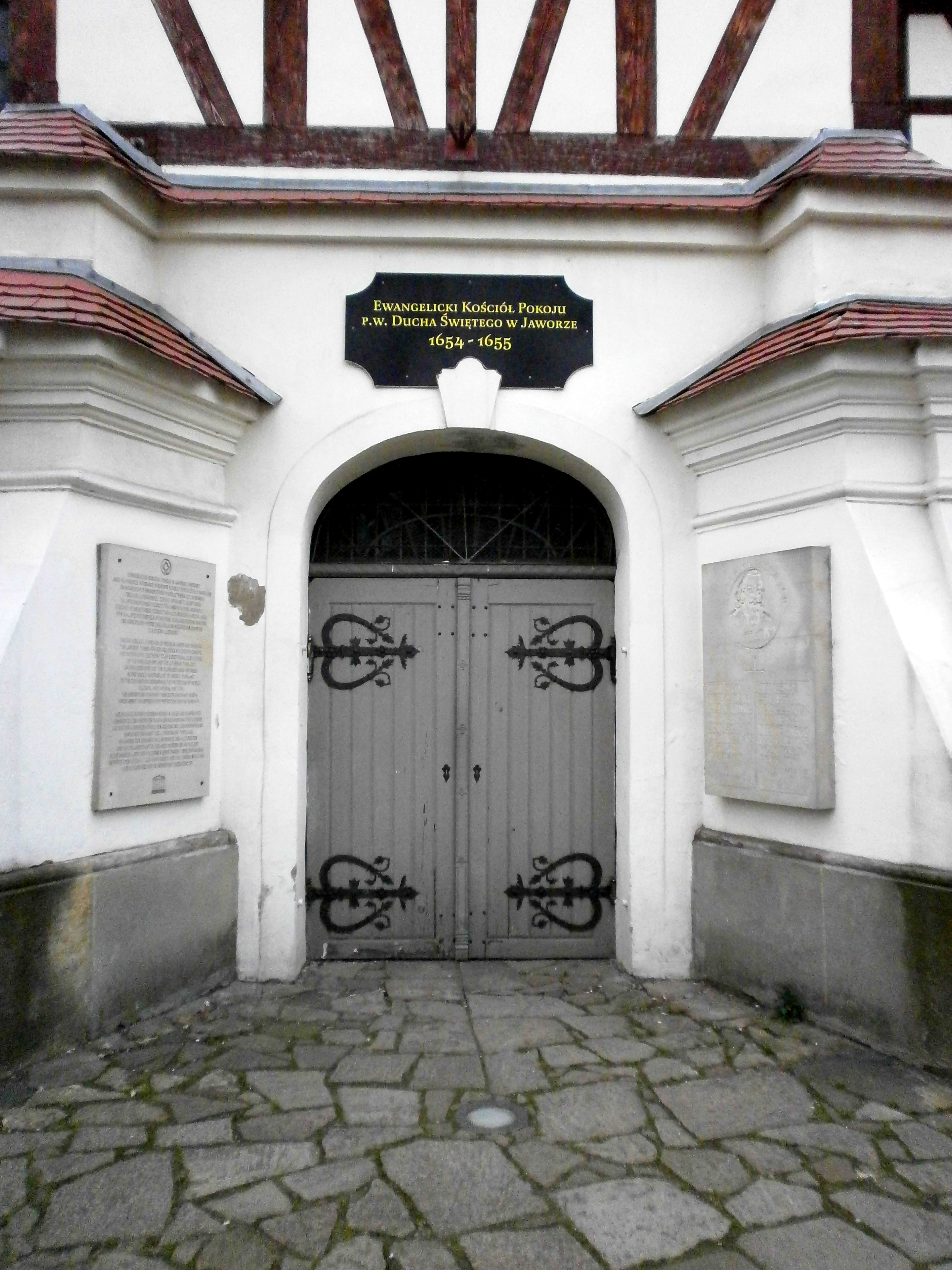
Entrada al templo
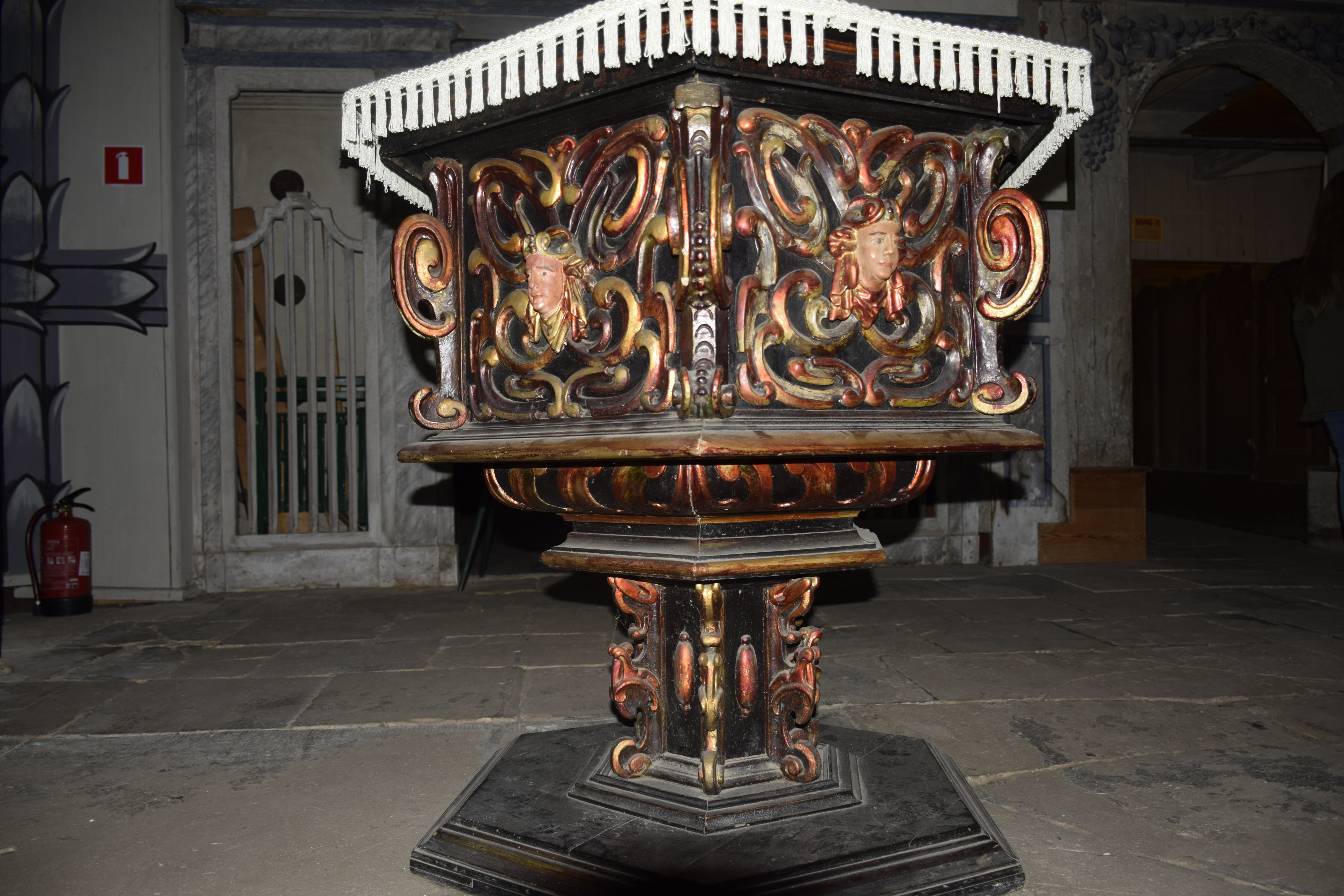
Pila bautismal
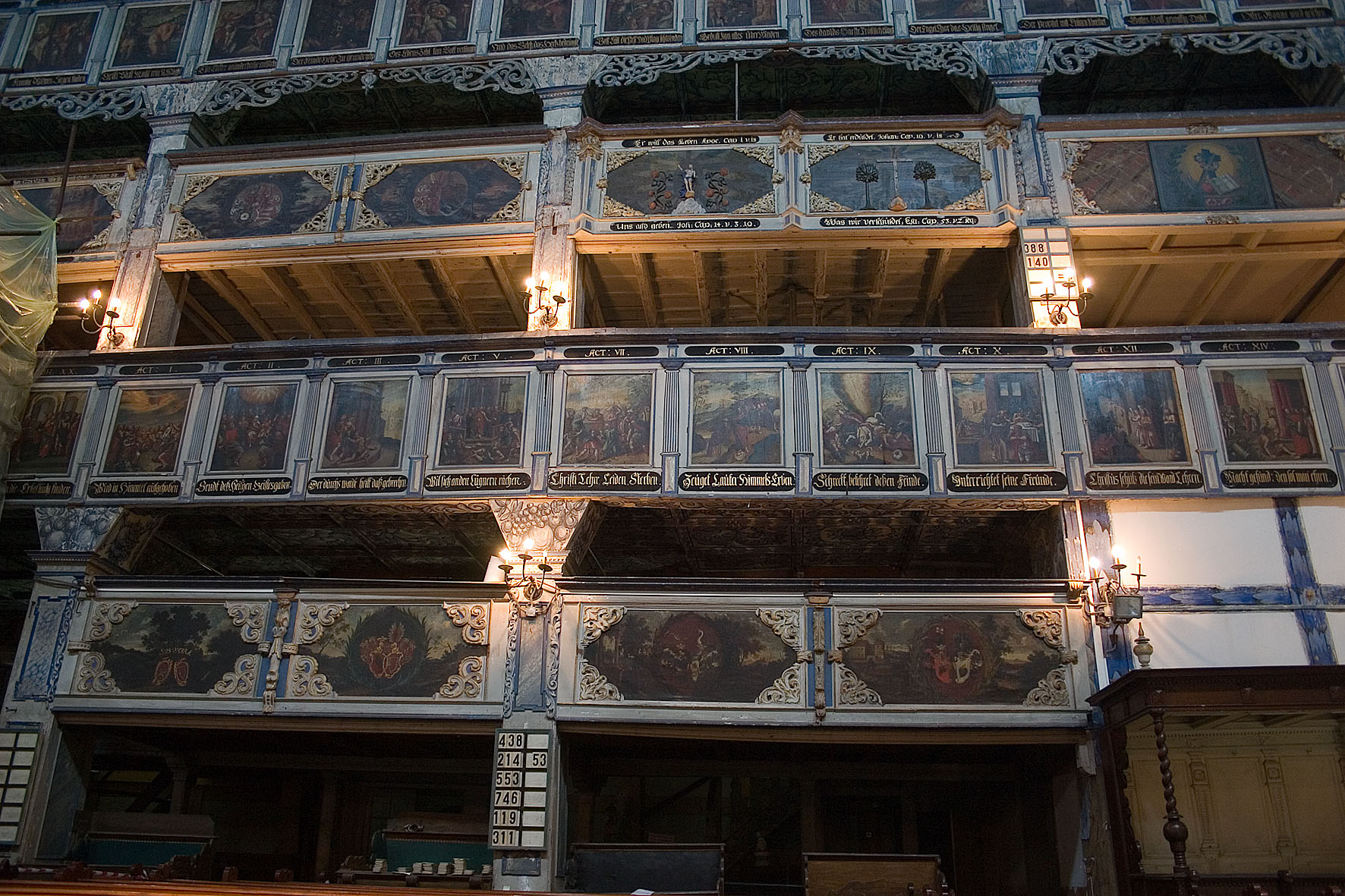
Matroneos decorados con pinturas
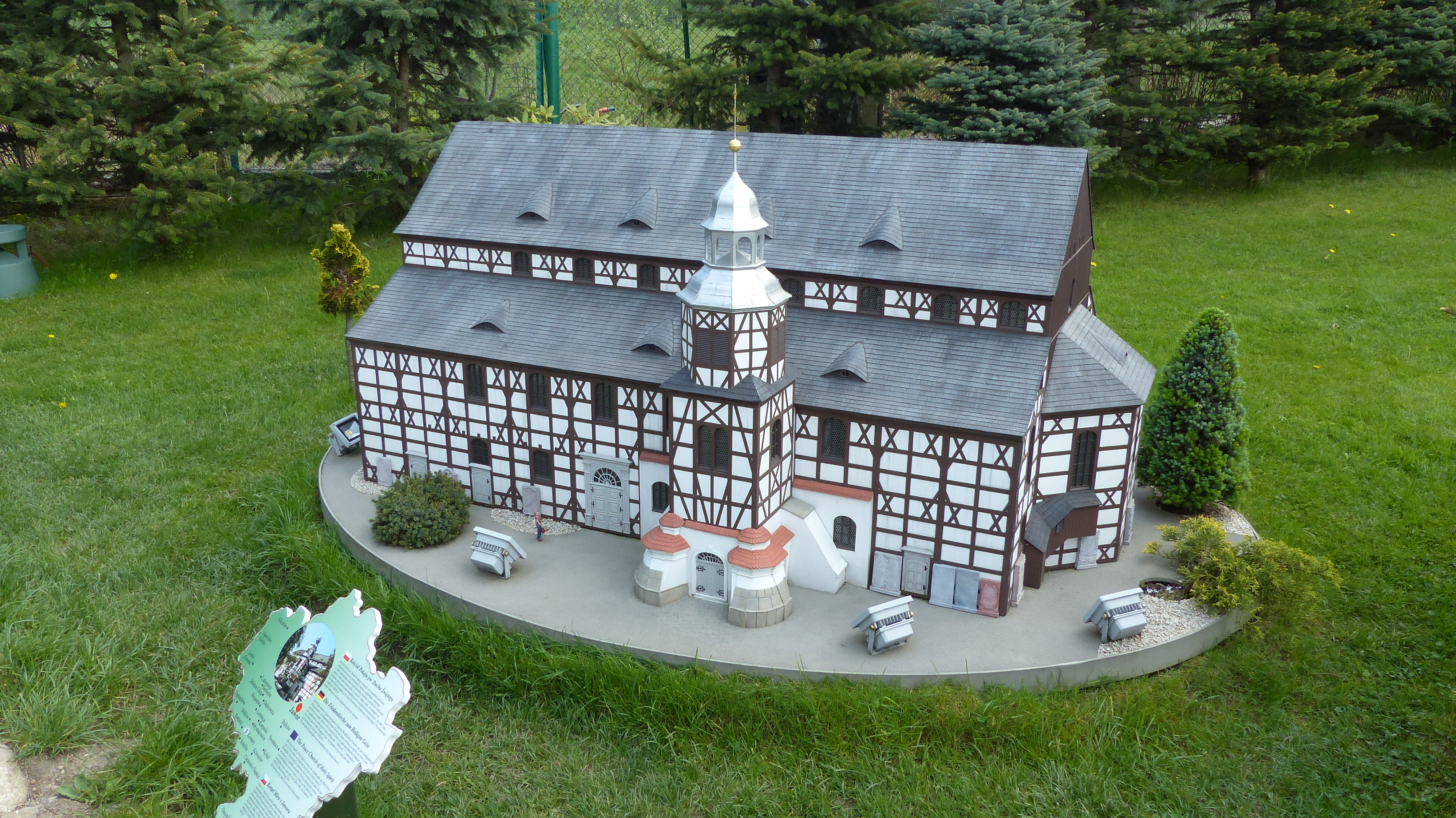
Iglesia de la Paz de Jawor